# Ballhof

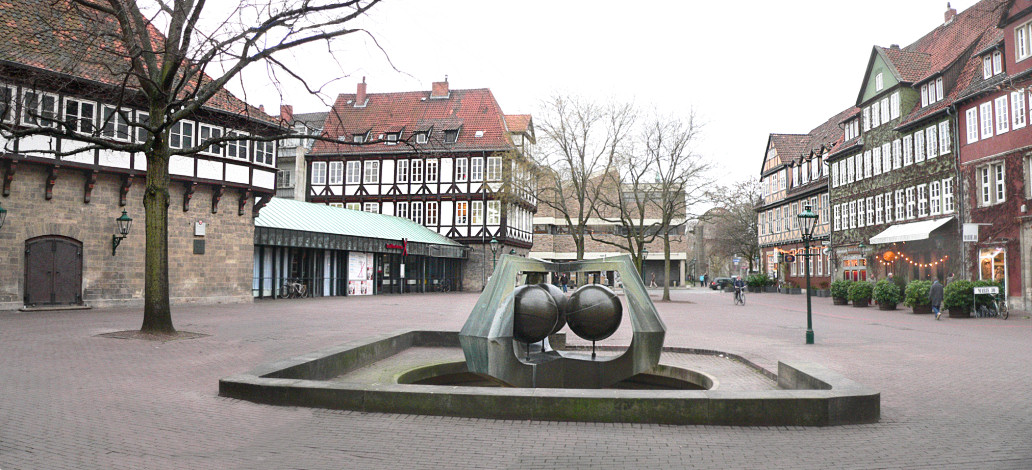
Ballhofplatz von Osten mit Ballhof-Theater links

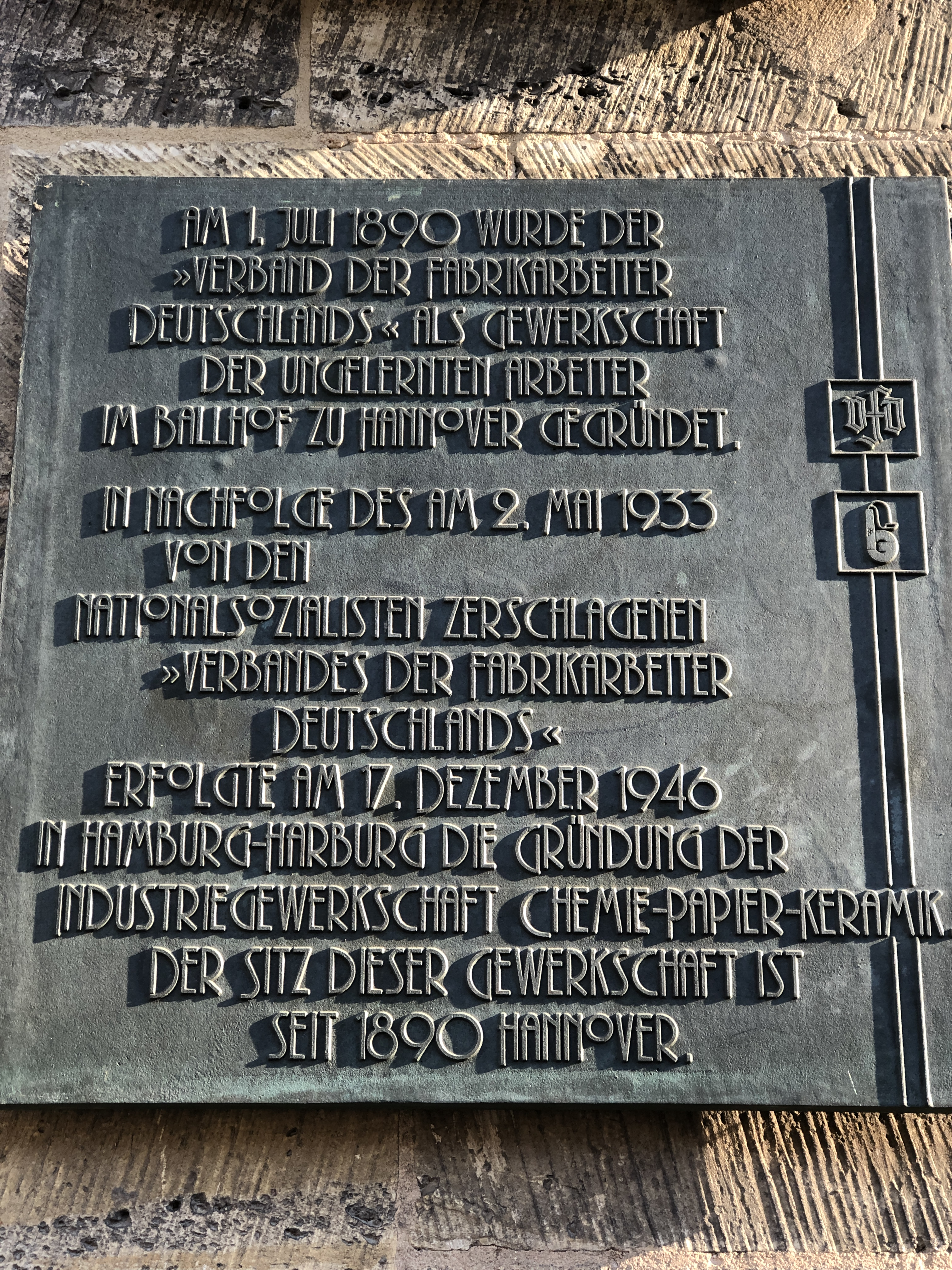
Info-Tafel am Ballhof zur Gründung des Verbandes der Fabrikarbeiter Deutschlands in dem Gebäude

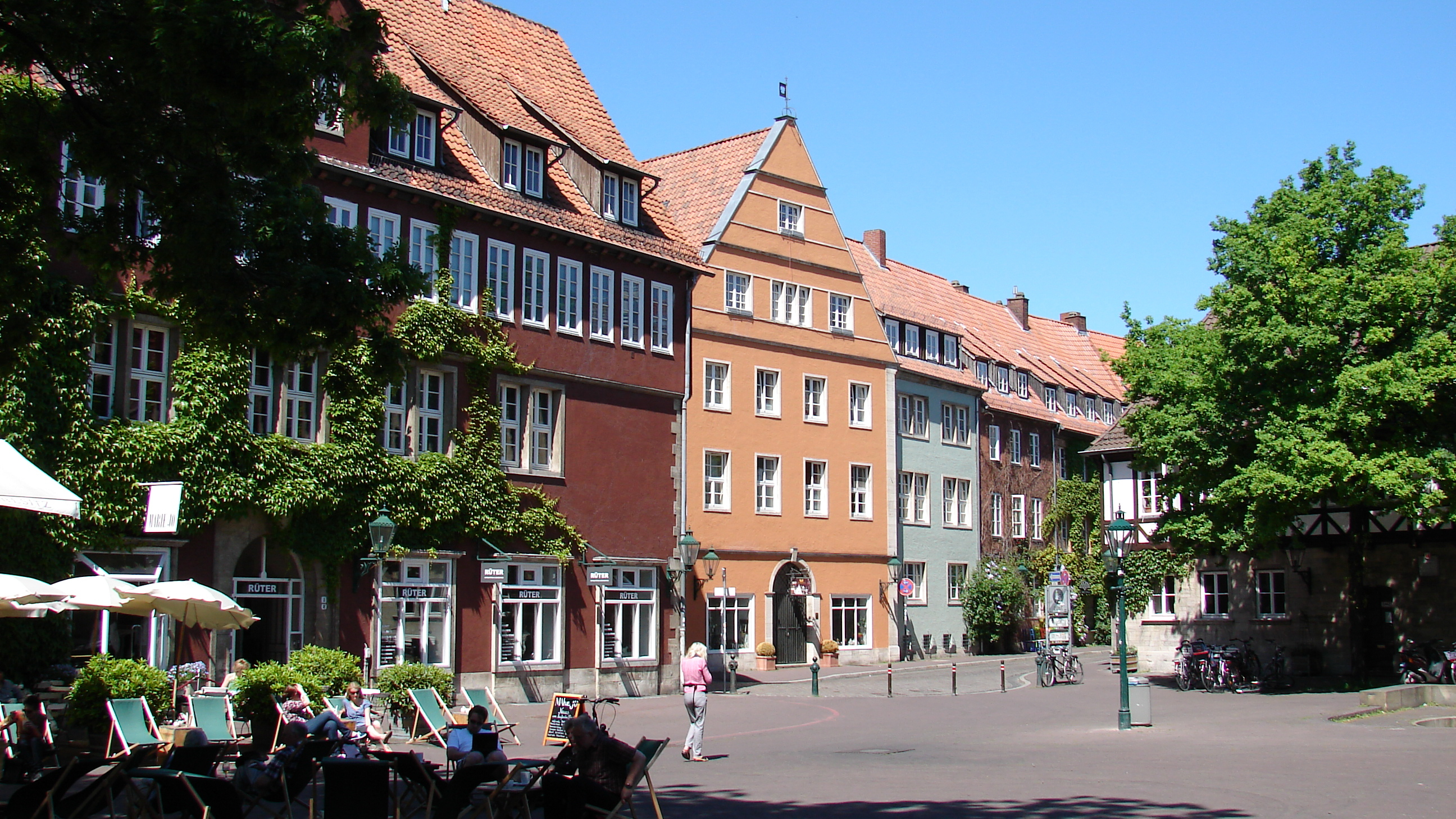
Ballhofplatz zur Kreuzstraße

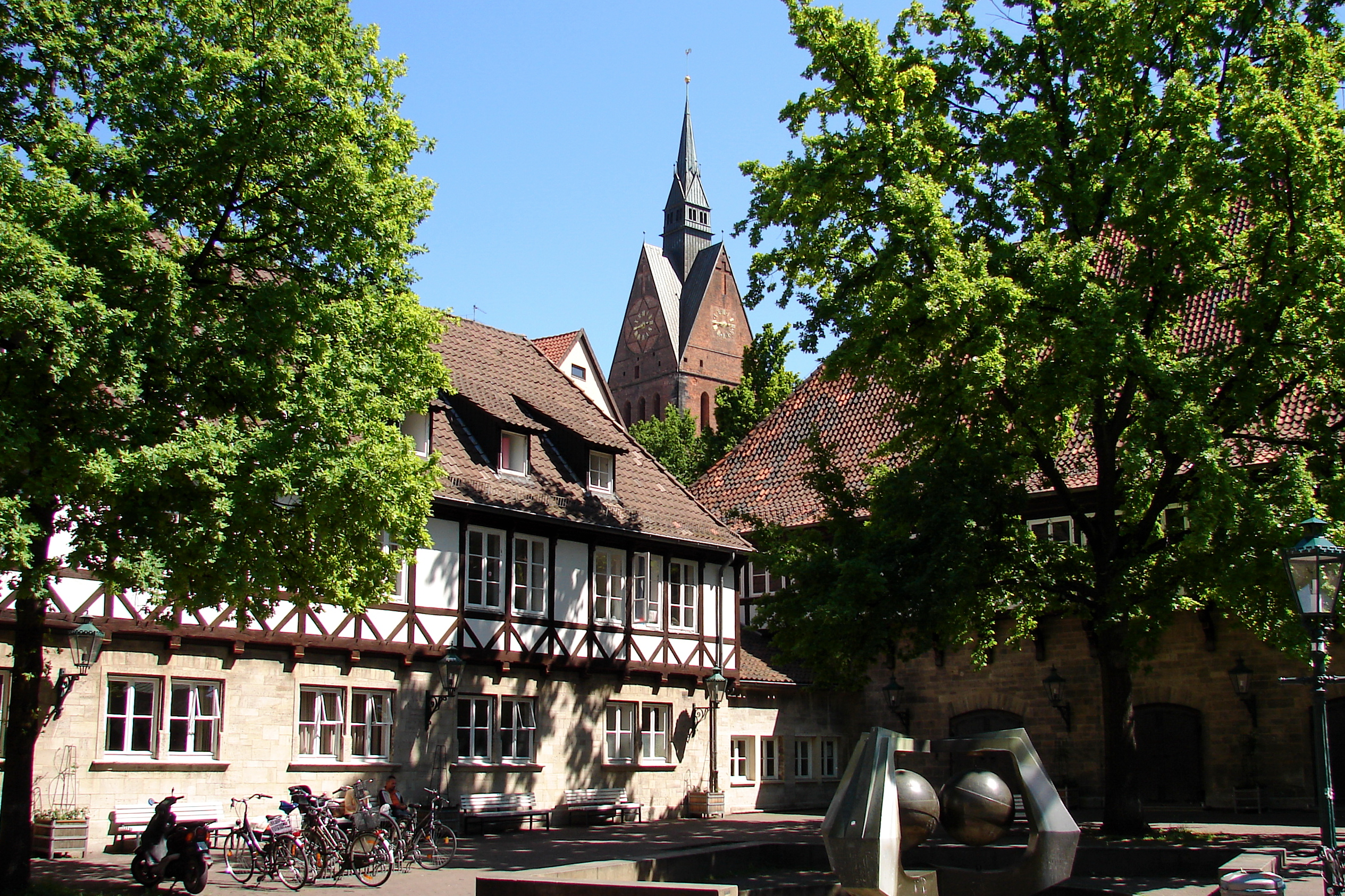
Ballhofplatz mit Theater und Turm der Marktkirche

Der Ballhof ist ein Theater am Ballhofplatz in der Altstadt von Hannover, das zum Niedersächsischen Staatstheater Hannover gehört.

## Geschichte

### Entstehung
Das Gebäude des Ballhofes wurde in den Jahren 1649–1664 durch Herzog Georg Wilhelm errichtet. Es sollte Festen, aber auch dem Federballspiel dienen. Dieses war damals in der feinen Gesellschaft von Bedeutung. 1664 wurde der Ballhof dem Kammerdiener des Herzogs, Francesco Maria Capellini (genannt Stechinelli), geschenkt. 1667 fanden im Ballhof erste Auftritte von Komödianten statt. Von 1672 bis 1852 war er der größte Veranstaltungssaal Hannovers. Das Gebäude wurde als Ausstellungsraum (auch für Tierschauen), als Theater- und Konzertraum und als Gaststätte genutzt. 1779/80 baute der seinerzeitige Maurermeister Johann Georg Taentzel den Saal des Ballhofes um.

### 20. Jahrhundert
Anfang des 20. Jahrhunderts war das umliegende Viertel mit dem Altstadtkern von Hannover von verfallener mittelalterlicher Bausubstanz geprägt. Es wurde von Angehörigen der unteren Sozialschicht bewohnt und die hygienischen Bedingungen waren katastrophal.
Zu Beginn der Weimarer Republik fand im Ballhof für wenige Jahre (1919–1922) ein für diese Zeit recht offenes und reges schwul-lesbisches Leben statt. Im damaligen National-Theater-Restaurant unter der seinerzeitigen Adresse Burgstraße 9, „Eingang auch Ballhofstr. 17“, hatte der Gesellschaftklub „Aada“ seinen Sitz, in dem zum Jahresende 1919 beispielsweise der Kabarettist Friedel Friedrich Schwarz auftrat.
Stadtbaurat Karl Elkart leitete in den 1930er Jahren ein großes Sanierungsprojekt der Nationalsozialisten am Ballhof ein. Elkart war an der Zwangs-Deportation polnischer Juden beteiligt aus diesem Viertel und kaufte anschließend deren Häuser für den geplante Altstadtumbau. Der dicht eingebaute Ballhof wurde freigestellt. Die ehemalige Judengasse verschwand. 310 „schlechte“ Wohnungen von „roten“ Arbeitern, Rentnern, Kleingewerbetreibenden wurden abgerissen und 83 „gute“ Wohnungen für „rassisch wertvolle“ Volksgenossen gebaut.
Der am 2. Juli 1939 mit großer Parade eingeweihte Ballhof-Komplex galt als eines der „schönsten Hitler-Jugendheime“ in Deutschland. Sechs Scharräume boten die Gelegenheit über Lautsprecher Radiosendungen mit Ansprachen des „Führers“ zu verfolgen. Der Ballhof-Saal mit 532 Sitzplätzen erlebte Aufführungen zur Verherrlichung Deutscher Helden.
Im Laufe des Krieges wurde der Ballhof zur Zentralstelle des Gebietes Niedersachsen der Hitler-Jugend (HJ) und für den Obergau Niedersachsen des Bund deutscher Mädel (BDM). Nach dem großen Luftangriff im Oktober 1943 auf Hannover verlagerte der Gebietsführer Willi Blomquist Dienststellen der HJ von der Arndtstraße in den Ballhof. Damit wurde die „Jugenderziehung“ (zum Krieg) am Ballhofplatz zentralisiert. Hochdekorierte Frontkämpfer versuchten, im Ballhof-Saal Hitler-Jungen nach einer Musterung zu zwingen, sich „freiwillig“ bei SS oder Wehrmacht zum Kriegsdienst zu melden. Viele der 16- und 17-Jährigen mussten in der SS-Division „Hitler-Jugend“ kämpfen, die wegen ihrer hohe Todesrate gefürchtet war.

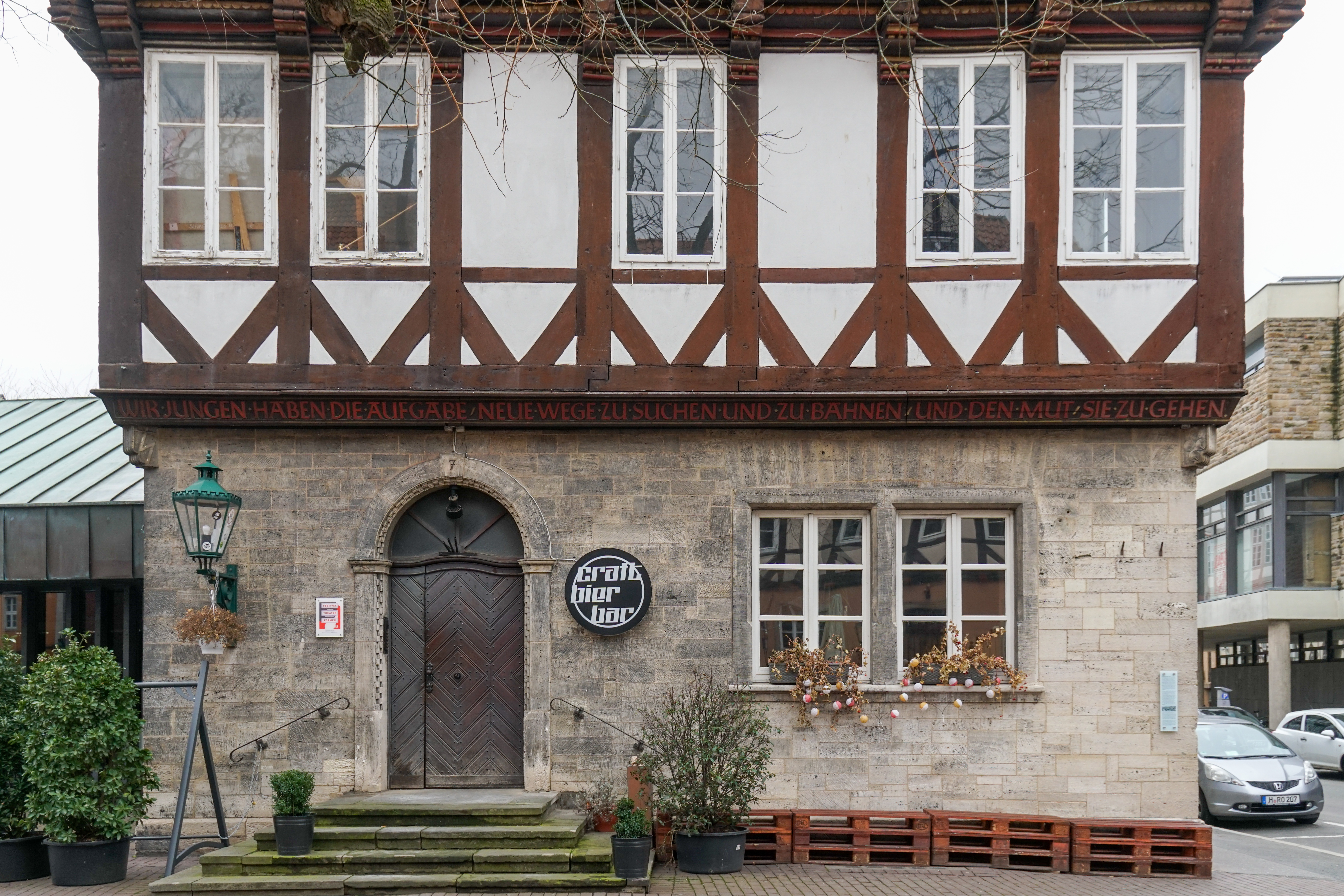
Spittahaus mit Inschrift

Das ehemalige Spittahaus war das BDM-Heim. An der Fassade befindet sich ein Spruch des nationalsozialistischen Dichters und Judenhassers Georg Stammler (1872–1948), der die Jugend indirekt zu Eroberung und Mord auffordert: „Wir Jungen haben die Aufgabe neue Wege zu suchen und zu bahnen und den Mut sie zu gehen“. Noch heute ist auf einem Kapitell am ehemaligen BDM-Heim die Sig-Rune – das Emblem des Deutschen Jungvolks – mit einer Wolfsangel verziert zu sehen. Die Verwendung beider Symbole ist heute in der Bundesrepublik Deutschland verboten, kann aber in geschichtlichem Zusammenhang zulässig sein.
Nachdem 1943 beide bespielten Häuser des Niedersächsischen Staatstheaters Hannover infolge der Luftangriffe auf Hannover während des Zweiten Weltkriegs zerstört worden waren, zog das Ensemble in den Ballhof. 1946 fand die erste Theateraufführung in Hannover nach dem Krieg im Ballhof statt.
1973/74 wurde der Ballhof in ein modernes Kammerspieltheater umgebaut. 1975 wurde auf dem Platz der Ballhofbrunnen installiert. Er wurde von dem Münchner Bildhauer Helmut Otto Schön geschaffen. Er widmete den Brunnen Carl Orff zum achtzigsten Geburtstag.
Im Jahr 1990 fand eine Gebäudeerweiterung statt, bei der ein weiteres, kleineres Theater mit der Bezeichnung „Ballhof zwei“ entstand. Bis zur Einweihung des neuen Schauspielhauses 1992 war der Ballhof die Hauptspielstätte des Schauspiels des Niedersächsischen Staatstheaters.

## Heute
Der Ballhof gehört zum Niedersächsischen Staatstheater Hannover (Oper Hannover und Schauspiel Hannover). Der „Ballhof eins“ hat 300 Plätze. Sowohl im Ballhof Eins als auch im Ballhof Zwei sind die Junge Oper und das Junge Schauspiel zu Hause. Vor dem Ballhof finden auch Musikveranstaltungen, wie der „Jazz am Ballhof“, statt.
Der Ballhofplatz ist ein bedeutsamer, wenn auch aus dem Stadtbild etwas zurückgezogener Platz in Hannover. In den umliegenden Straßenlokalen erleben die Besucher den ruhigen Freiraum als Bühne für unterschiedliche künstlerische Darbietungen wie Konzerte oder auch Straßenkunst. Beim Projekt Strich-Code im Jahr 2012 war der Ballhofplatz das Scharnier auf der Achse zwischen dem benachbarten Historischen Museum und dem Steintorviertel.